# إلفيس و نيكسون
إلفيس و نيكسون (بالإنجليزية: Elvis & Nixon)‏ هو فيلم درامي كوميدي أمريكي انتاج عام 2016 من إخراج ليزا جونسون وتأليف جوي ساغال وهنالا ساغال وكاري إلويس. الفيلم من بطولة مايكل شانون في دور المغني الشهير إلفيس بريسلي والممثل كيفين سبيسي في دور الرئيس ريتشارد نيكسون، ويركز الفيلم على لقاء بين الرجلين في البيت الأبيض في 21 ديسمبر 1970. يشارك بطولة الفيلم أليكس بيتيفر وجونى نوكسفيل وكولن هانكس وايفان بيترز. تم إصدار الفيلم في 22 أبريل 2016 بواسطة استوديوهات أمازون وشارع بليكر.

## طاقم التمثيل
- مايكل شانون في دور إلفيس بريسلي
- كيفين سبيسي في دور الرئيس ريتشارد نيكسون
- أليكس بيتيفر في دور جيري شيلينغ
- جونى نوكسفيل في دور سوني ويست
- كولن هانكس في دور بود كروغ
- ايفان بيترز في دور دوايت شابين
- تيت دونوفان في دور رئيس موظفي البيت الأبيض هـ. ر. هالدمان
- سكاي فيريرا في دور شارلوت
- تريسي ليتس في دور جون فينلاتور
- آنا أورايلي في دور ماري آن بيترسون
- أشلي بينسون في دور مارغريت (وكيل التذاكر)
- ديلان بن في دور ديان (طاقم الفندق)
- جوي ساغال في دور جو كينغ
- مغنية جيرالدين في دور روز ماري وودز
- حنالا ساغال في دور سكرتيرة تشابين
- بوبي ديليفين في دور المضيفة رقم 4

## روابط خارجية
- إلفيس و نيكسون  على قاعدة بيانات الأفلام على الإنترنت (بالإنجليزية).[1]
- إلفيس و نيكسون على موقع أول موفي.
- و نيكسون/ Elvis & Nixon في روتن توميتوز.

1. ↑  قاعدة بيانات الفيلم (باللغات المتعددة), QID:Q20828898